# فریادی در شب (رمان)
فریادی در شب (به انگلیسی: A Cry in the Night) یا گریهٔ شبانه، رمانی است از مری هیگینز کلارک نویسندهٔ ایرلندی تبارِ زادهٔ نیویورک که در سپتامبر ۱۹۸۲ توسط انتشارات سایمون و شوستر منتشر شد، این کتاب از طرف نیویورک تایمز در ردیف آثار پرفروش یا «Bestseller» قرار گرفت، همچنین بر روی جلد منتشره از طرف ناشر، عنوان: اثری از (به انگلیسی: The queen of suspense) ملکه تعلیق درج گردید

## شرح کوتاهی از داستان
جِنی مک پارتلند یک مادر مطلقهٔ تنها است که مشغول کار در گالری نیویورک می‌باشد و در رابطه عاشقانه اش با اِریک کروگر که فکر می‌کرد مرد رویاهایش می‌باشد دچار شکست می‌شود، آنها ظرف یک ماه ازدواج کرده و به خانه اریک در مینه سوتا نقل مکان می‌کنند، برای چند ماه زندگی نسبتاً شادی دارند تا اینکه جنی به صورت فزاینده‌ای احساس ناخوشایندی از اطرافیان و رفت‌وآمد اریک پیدا می‌کند، طی یک سال، ازدواج آنها گسسته می‌شود و جنی تصمیمم می‌گیرد که به نیویورک بازگردد، این در حالی است که در این زمان متوجه می‌شود باردار است.

## شخصیت‌های مهم داستان
- جنی مک پارتلند - مادر مطلقه و مجرد
- اریک کروگر - یک نقاش و هنرمند که با جنی ازدواج می‌کند
- کوین مک پارتلند - همسر سابق جنی که هنرپیشه است
- بِث مک پارتلند - دختر اول جنی
- تینا مک پارتلند - دختر دوم جنی
- مارک - دکتر و تنها شخصی که جنی با او احساس خوشایند و راحتی دارد

## توضیحات جانبی
بر اساس ماجراهای این رمان یک فیلم تلویزیونی با بازی کارل هیگینز کلارک و پِری کینگ در سال ۱۹۹۲ ساخته شد